# Omeisaurus fuxiensis
Omeisaurus fuxiensis es una especie dudosa del género extinto Omeisaurus ("lagarto de Omei") de dinosaurio saurópodo eusaurópodo que vivió a finales del período Jurásico, hace aproximadamente entre 157 millones de años, entre el Kimmeridgiense y el Titoniense, en lo que es hoy Asia. La especie Omeisaurus fuxiensis es confundida a veces con Zigongosaurus, pero los dos se basan en material distinto a pesar de tener el mismo nombre de especie. los restos se encontraron en la formación Shaximiao.